# Jüdischer Friedhof Bern

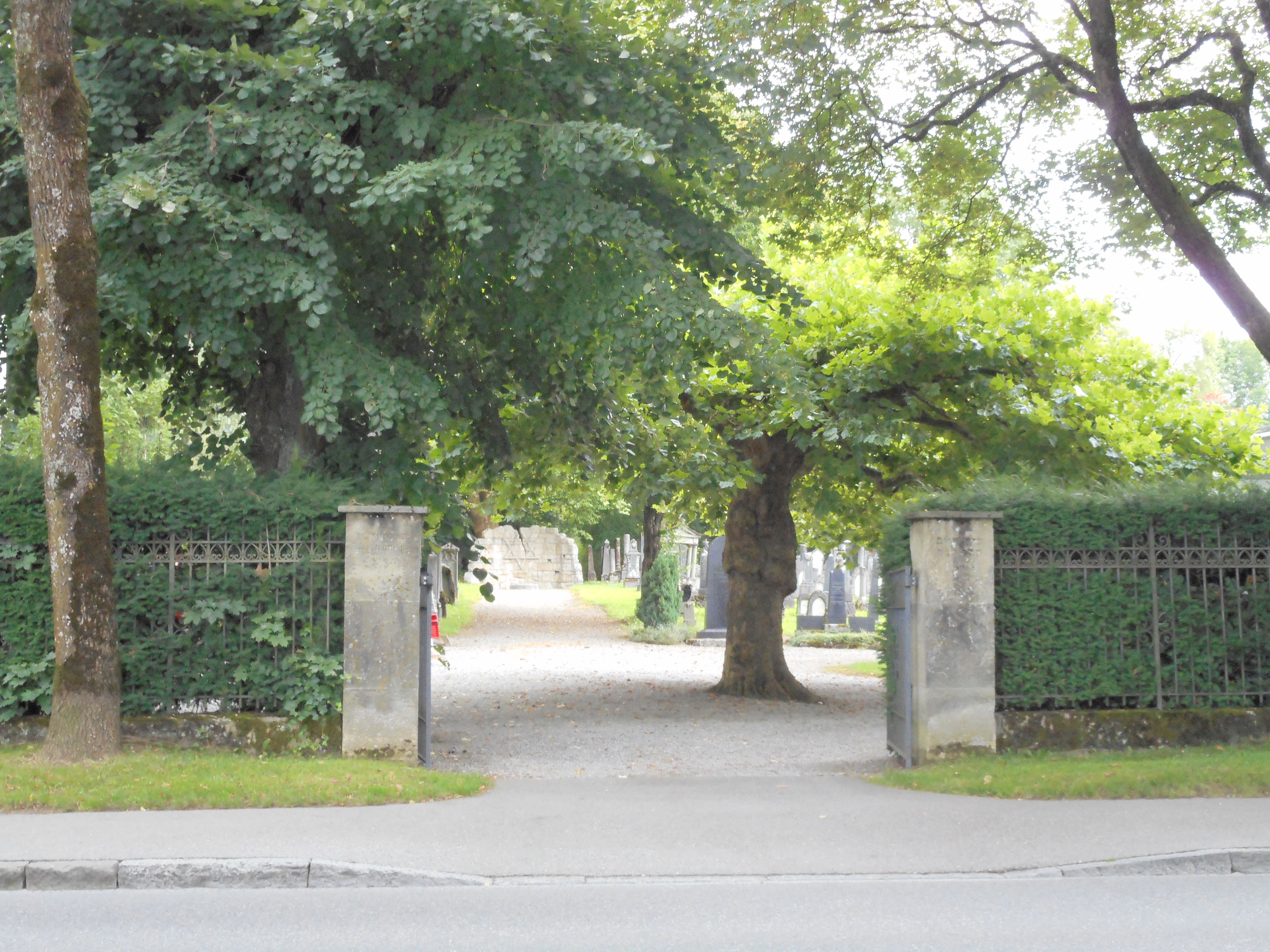
Aussenansicht des jüdischen Friedhofs in Bern

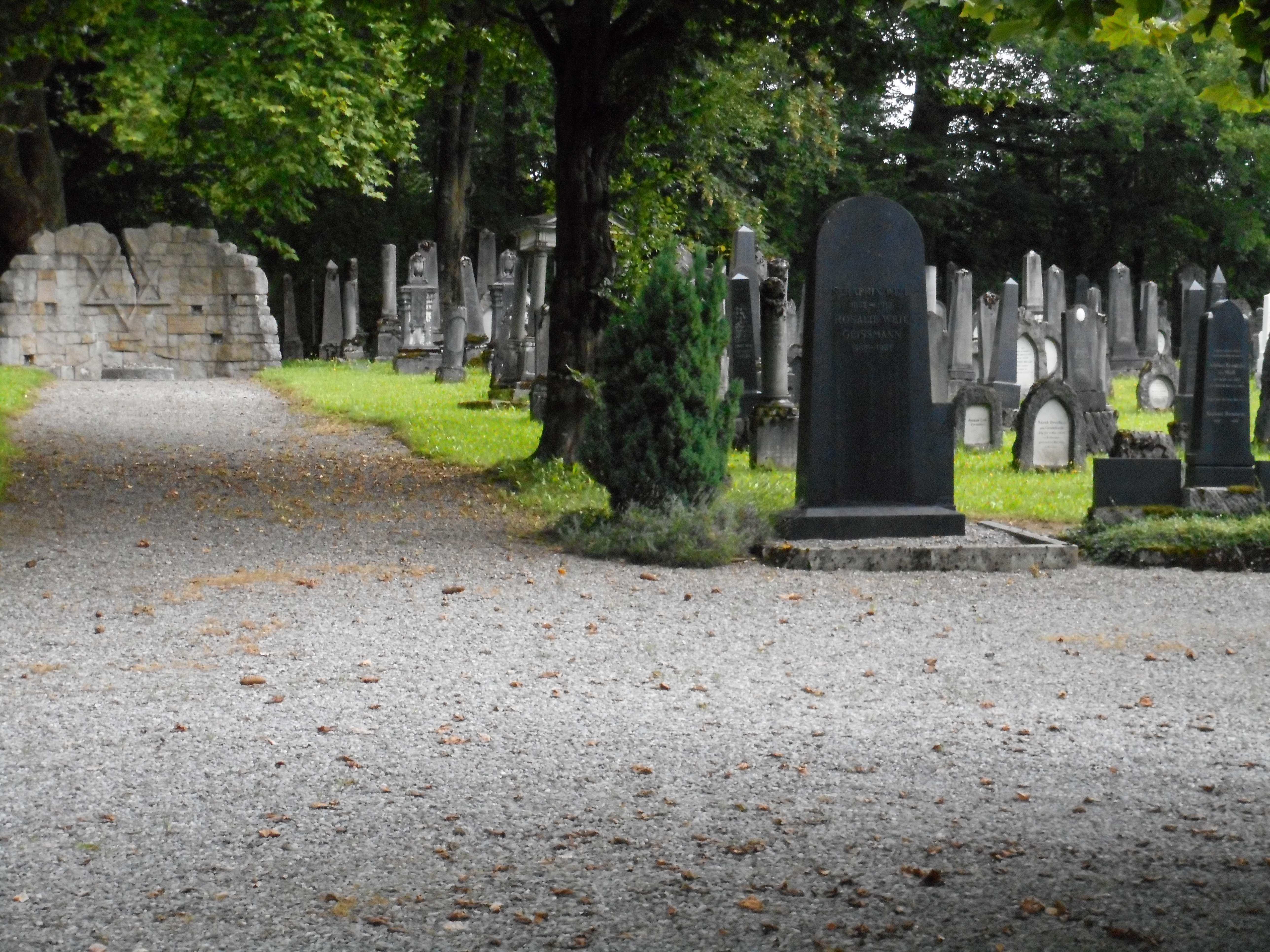
Gräber im jüdischen Friedhof in Bern mit Shoa Mahnmal im Hintergrund links

Der Jüdische Friedhof Bern gehört der Jüdischen Gemeinde Bern und liegt an der Papiermühlestrasse 112 in Bern-Wankdorf in der Schweiz.

## Geschichte
Einen jüdischen Friedhof besass Bern bereits im Mittelalter; 1377 wird er als kilchhof und 1458 als Judenkilchhof erwähnt. Er befand sich dort, wo heute der Ostflügel des Bundeshauses steht und wurde im Zuge der 1427 vollendeten Vertreibung der Juden aus Bern ab 1323 stückweise vom Inselkloster erworben.
Eine jüdische Gemeinde gab es in Bern erst wieder ab 1848; Verstorbene wurden zunächst, wie auch im Falle der jüdischen Gemeinde Basel auf dem Jüdischen Friedhof Hégenheim (Elsass) bestattet, bis am 5. September 1871 der Friedhof in der Nähe des heutigen Wankdorfstadions eröffnet wurde. Von den etwa 2000 Grabplätzen sind inzwischen etwa 1800 belegt.
Auf dem Jüdischen Friedhof Bern liegen der Verleger und Kabarett-Leiter Leon Hirsch, der Arzt und satirische Schriftsteller Isaak Kaminer, der Philosoph Max Horkheimer und seine Frau Maidon, Horkheimers Freund Friedrich Pollock und der Schokoladenfabrikant Camille Bloch und sein Sohn und Nachfolger Rolf Bloch sowie der Chemiker und Hochschullehrer Isaak Abelin begraben. Auch Arthur Bloch, Opfer des «Judenmords von Payerne», ist hier beerdigt. Seit 1988 steht ein von Oskar Weiss entworfenes Mahnmal für die Opfer der Shoa. Ein vollständiges Verzeichnis aller beigesetzten Personen ist auf dem Friedhof einsehbar.